# Dytiscus dauricus
Dytiscus dauricus là một loài bọ cánh cứng trong họ Bọ nước. Loài này được Gebler miêu tả khoa học năm 1832.